# JR East série E655
La série E655 (E655系, E655-kei) est un type de rame automotrice électrique exploitée par la compagnie East Japan Railway Company (JR East). Elle ne compte qu'un seul exemplaire qui peut-être utilisé comme train impérial.

## Histoire
La JR East a annoncé en juin 2004 son intention de construire un nouveau train de prestige qui remplacerait également l'ancien train impérial tiré par une locomotive. La rame de la série E655 a été livrée en juillet 2007 avant d'être testée sur différentes lignes dans la région du Kantō. Le premier service passagers a eu lieu le 23 novembre 2007. La première utilisation comme train impérial a eu lieu le 12 novembre 2008 pour transporter le couple impérial japonais et le couple royal espagnol.

## Description
La rame est composée de caisses en alliage d'aluminium basées sur celles des séries E653 et E257. Les cabines de conduite sont surélevées.Des acrotères sont également installés sur les côtés au niveau du toit et aussi sous le plancher pour cacher autant que possible l'équipement électrique installé.

### Extérieure
La couleur de la peinture de cette série est appelée « couleur de laque » car elle est utilisée pour les trains , et la peinture Maziora/Majora est utilisée qui change de couleur du marron au violet en fonction de la façon dont la lumière l'atteint.Il y a aussi de fines bandes d'or. De plus, une girouette à LED couleur est installé sur le côté de chaque voiture .

### Intérieure
L'intérieur de la voiture est basé sur des tons de grain de bois et le revêtement de sol est entièrement recouvert de moquette.Les équipements ne pouvant pas être stockés sous le plancher, tels que les réservoirs d'air ,sont installés dans un local technique (à gauche et à droite du chemin menant à l'entrée de la cabine). De plus, un strapontin est installé près de chaque entrée .
Les sièges sont des sièges inclinables électriques disposés en rangées 1+2, et chaque siège est équipé de bouches d'aération personnelle et de lampes de lecture. Il est interdit de fumer partout dans le train, y compris dans les couloirs. Seule la voiture 1 est équipée d' une prise de courant à chaque siège .Chaque voiture est équipée de deux climatiseurs de type AU733 (capacité : 15 000 kcal/h, 17,44 kW) répartis centralement sur le toit .
La cabine du conducteur a une structure de cabine haute et la disposition est similaire à celle des véhicules de la nouvelle série JR East ,néanmoins ,étant donné que cette série sera conduite par des pilotes du groupe JR dans tout le pays , elle n'a pas de "Glass Cockpit" qui est standard sur les véhicules JR East, mais est équipée d'instruments d'ancienne génération (cadrans a aiguilles ,boutons poussoir ,etc..)

### Caracteristiques Techniques
Comme la série E653 ,le train peut prendre 3 types d'alimentation : 1 500 V CC et 20 000 V CA (avec 50 Hz ou 60 Hz), et la hauteur de pliage du pantographe a été maintenue à 3 960 mm pour une utilisation dans des tunnels étroits tels que le Ligne principale Chuo . Par conséquent, en plus de pouvoir opérer sur la plupart des tronçons de ligne relevant de la juridiction de JR Est, elle est également conçue pour permettre l'accès à d'autres sociétés JR.

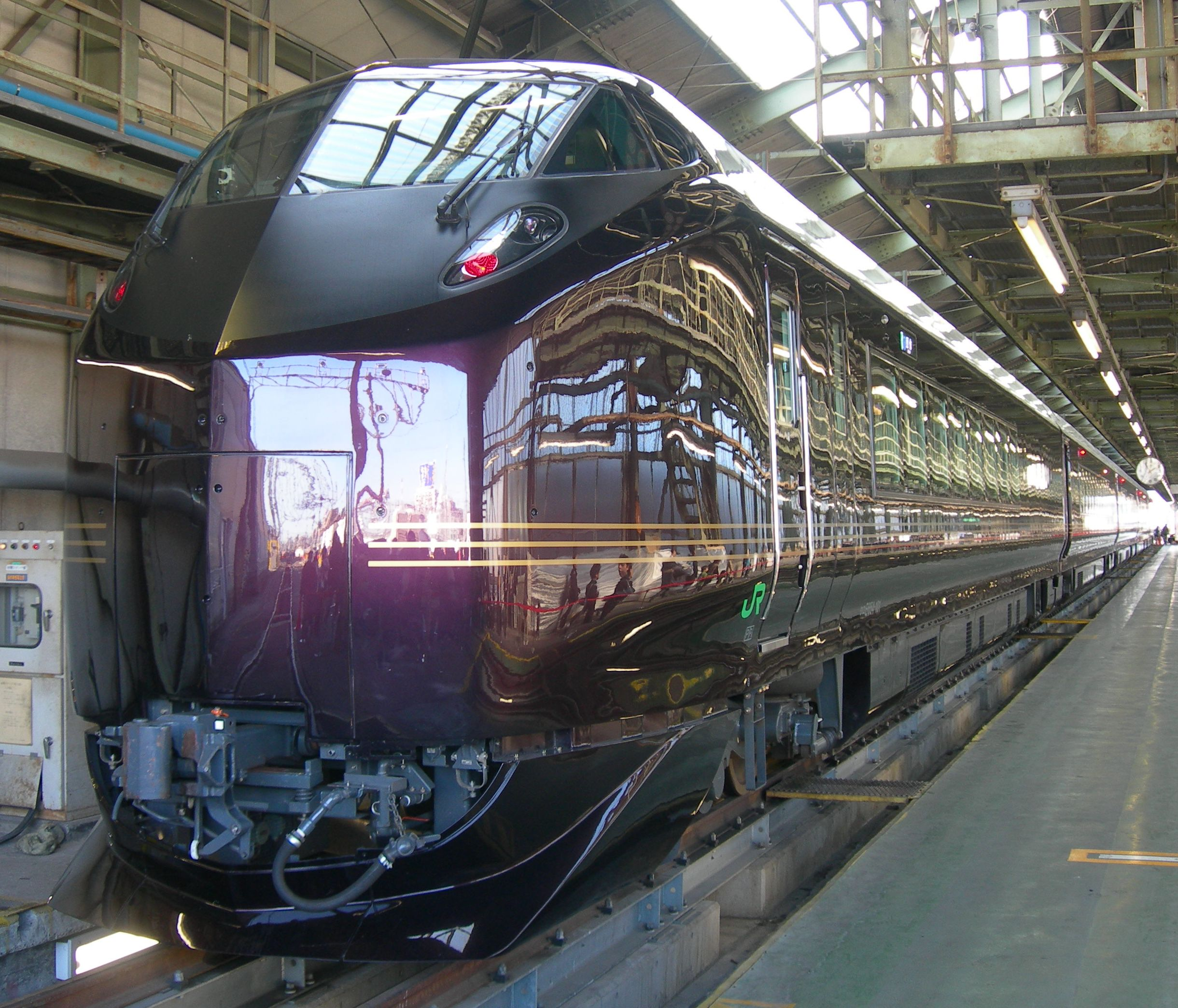
Attelage ouvert avec la jupe retirée

Le convertisseur principal est un onduleur VVVF à deux niveaux contrôlé par des éléments IGBT fabriqués par Hitachi , qui permet non seulement un freinage par récupération mais également un freinage d'arrêt entièrement électrique . Le moteur asynchrone triphasé à cage d'écureuil utilisé est du type MT75A , est  légèrement différent du type MT75 utilisé dans la série E531 , et a une puissance nominale de 140 kW , mais le rapport de transmission est différent (4,95).
Le bogie est sans traversin ,supporté par une poutre axiale ,et doté d'un amortisseur de lacet , qui a été utilisé dans les séries série E653  et E257 . Les types de bogies sont le bogie moteur type DT76, le bogieporteur est du type TR261,et du type de véhicule spécial TR261A.
L'alimentation auxiliaire utilise un onduleur statique (SIV) de type SC87, ce qui constitue une modification mineure par rapport au type SC81 utilisé dans la série E531 . L'appareil utilise des éléments IGBT fabriqués par Toyo Denki Manufacturing et a une capacité de 280 kVA dans une configuration de groupe de 140 kVA x 2 . Deux générateurs diesel sont installés dans la formation pour alimenter les équipements de service lorsque le train est remorqué par une locomotive . Le moteur est un DMF15HZC-G de 316 kW (430 ch) et le générateur est un DM111 de 400 kVA, permettant d'alimenter six voitures avec un générateur diesel et un en secours.
Concernant le système de freinage, en déplacement seul, le frein pneumatique à commande électrique combiné au freinage par récupération, au frein de maintien et au frein de secours direct fonctionnent, mais en cas de remorquage par une locomotive, le frein pneumatique automatique et le frein de secours direct fonctionnent seulement. Pour cette raison, des conduites de frein sont acheminées entre chaque véhicule . Le frein pneumatique automatique convertit la pression d'air de la conduite générale de la locomotive en une commande électrique lorsque le générateur diesel est en marche, mais fonctionne sans la convertir lorsque le générateur est arrêté.

## Formation
La formation est composée de 5 voitures décrites ci dessous:
Sur la ligne principale du Tohoku (son affectation habituelle) , la voiture 1 est coté d'Ueno et la voiture 5 est coté de Sendai/Morioka. La voiture imperiale ne reçoit pas de numéro de voiture.
- Voiture 1 KuRo E655-101 (Tsc')

Voiture d'une capacité de 22 personnes . Equipé de deux générateurs diesel sous le plancher, il fonctionne comme un véhicule d'alimentation électrique . C'est la seule voiture qui ne dispose pas d'entrée pour les passagers . En plus de la cabine du conducteur, il y a des toilettes de style occidental.
- Voiture 2 MoRo E655-101 (M1s)

Motrice d'une capacité de 32 personnes . Le transformateur principal et le convertisseur principal sont installés sous le plancher. Elle est équipée de 2 pantographes à un bras dont un de rechange. Près de l'arrière, il y a des toilettes de style occidental,et une salle d' eau .
- Voiture 3 MoRo E654-101 (M2s)

Motrice d'une capacité de 9 personnes. Il est équipé d' un convertisseur principal sous le plancher, d'un onduleur statique (SIV) ,qui est la source d'alimentation des équipements de service , et d'un compresseur d'air électrique (CP) . Alors que les sièges des autres « véhicules haut de gamme » sont recouverts de tissu, seul ce véhicule est recouvert de cuir véritable . En plus d'une salle VIP privée près de l'arrière, il y a des toilettes et une salle d'eau accessibles aux personnes handicapées pour un usage VIP .Une cuisine (salle de service) et un espace polyvalent sont installés au centre du véhicule . Le salon VIP est équipé d' un canapé (pour quatre personnes), d' une table et d'une télévision .
- Véhicule spécial : E655-1 (T R)

Une voiture d'une capacité de 18 personnes qui est placée entre les voitures 3 et 4 uniquement lorsqu'elle est utilisée comme véhicule spécial par la famille impériale ou des invités d'État en même temps . Les symboles tels que « sai » et « saro » n'y sont pas utilisé pour la dénomination.
Il y a une plateforme d'entrée/sortie, coté 3ème voiture, suivie d'une pièce , une pièce spéciale « Gozasho », une salle de repos « Goretsu Room », et des toilettes « Mikuryo » (la ,le nom entre parenthèses est le nom utilisé lors de la 1ère Voiture Impériale). La pièce spéciale comprend des murs, des plafonds et des tables en bois de cèdre de haute qualité de la préfecture d'Oita, un canapé recouvert d'un tissu en soie à motifs de chrysanthèmes et un tapis tissé à la main avec neuf motifs traditionnels différents au sol . Les fenêtres de la salle spéciale ont une dimension verticale de 950 mm , ce qui est plus grand que sur les autres voitures, et la fenêtre centrale mesure 2 200 mm de large et peut être levée et abaissée électriquement. La salle de repos(reprise de la première voiture impériale), est équipée d'un canapé pouvant servir de lit et d'une coiffeuse avec un miroir à trois faces. À l'extérieur, il n'y a pas de bande dorée sous la fenêtre de la pièce spéciale, et il y a une dépression au centre de la large fenêtre pour attacher l'emblème du chrysanthème . Le système de climatisation est de type AU303, centralisé sous le plancher  et il n'y a rien sur le toit à l'exception de deux antennes (objectif non divulgué) à proximité des toilettes. Le numéro du véhicule est marqué du côté du pignon. Bien qu'il s'agisse d'un véhicule d'accompagnement, son poids à vide est de 40,5 tonnes .
Il a une structure qui lui permet d'être intégré aux séries E257 , E653 et E657 et de fonctionner avec.
- Voiture 4 MoRo E655-201 (M1s)

Motrice d'une capacité de 27 personnes. Comme la voiture n°2, le transformateur principal et le convertisseur principal sont montés sous le plancher, un pantographe principal et un pantographe de rechange sont montés sur le toit. Une cuisine (salle de service) et un espace polyvalent sont situés près de l'arrière du train .
- Voiture 5 KuMoRo E654-101 (M2sc)

Une motrice d'une capacité de 17 personnes. Le convertisseur principal, SIV et CP sont installés sous le plancher . En plus de la cabine du conducteur, il y a des toilettes pour les personnes handicapées, une salle polyvalente et un espace UFR accessible en fauteuil roulant .
La voiture impériale, classifiée "TR" et numérotée E655-1, est insérée entre les voitures 3 et 4 lors des trajets en train impérial.
les voitures 1 à 3 ont été construites par Tokyu Car Corporation, et les autres (3 voitures) ont été construites par Hitachi Ltd.
La série E655 peut être tractée par une locomotive diesel sur les sections non électrifiées ,et dans ce cas la puissance électrique nécessaire pour l'air conditionnée et l'éclairage est fourni par le générateur diesel situé en voiture 1.

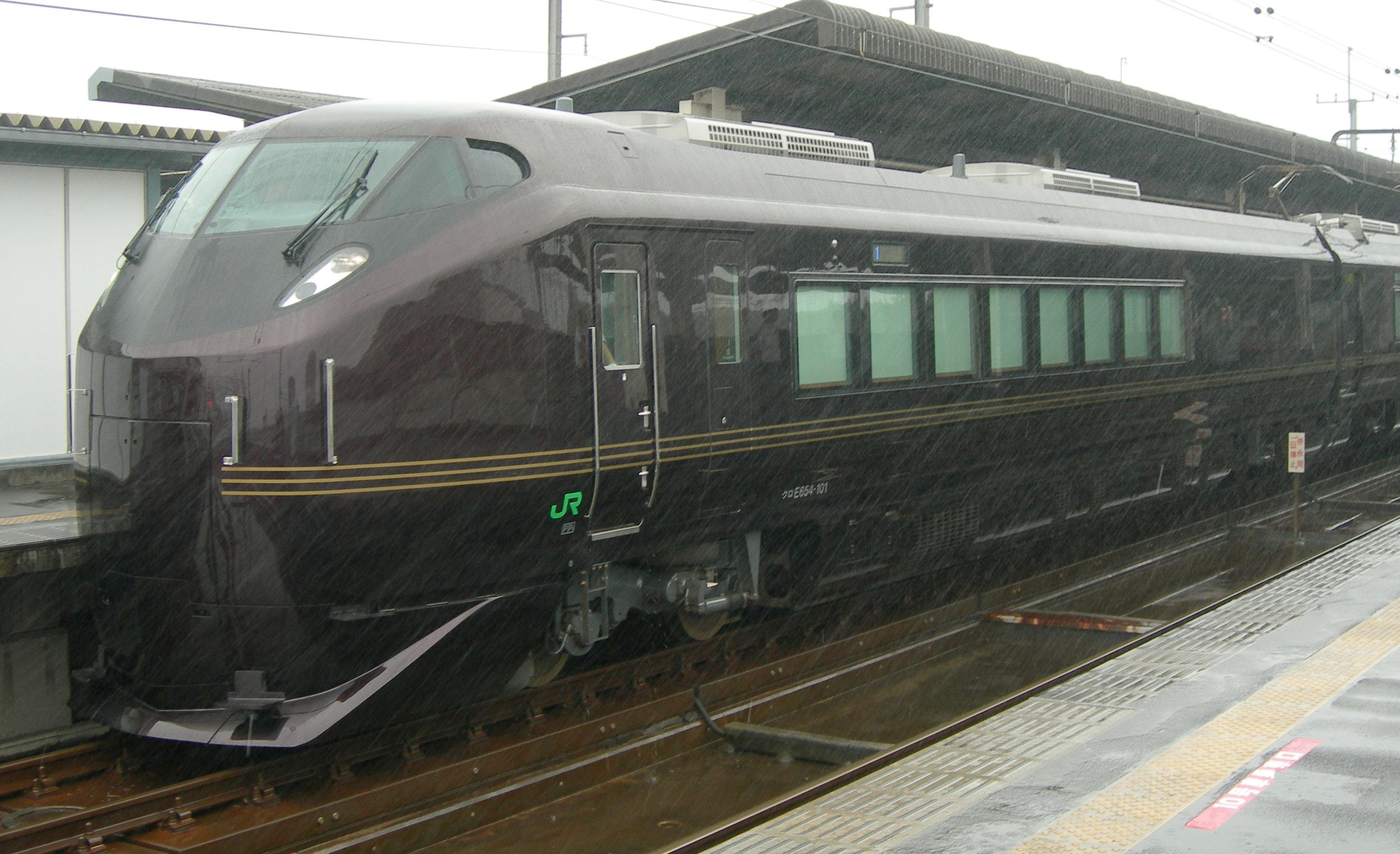
Voiture 1 ,Kuro 654
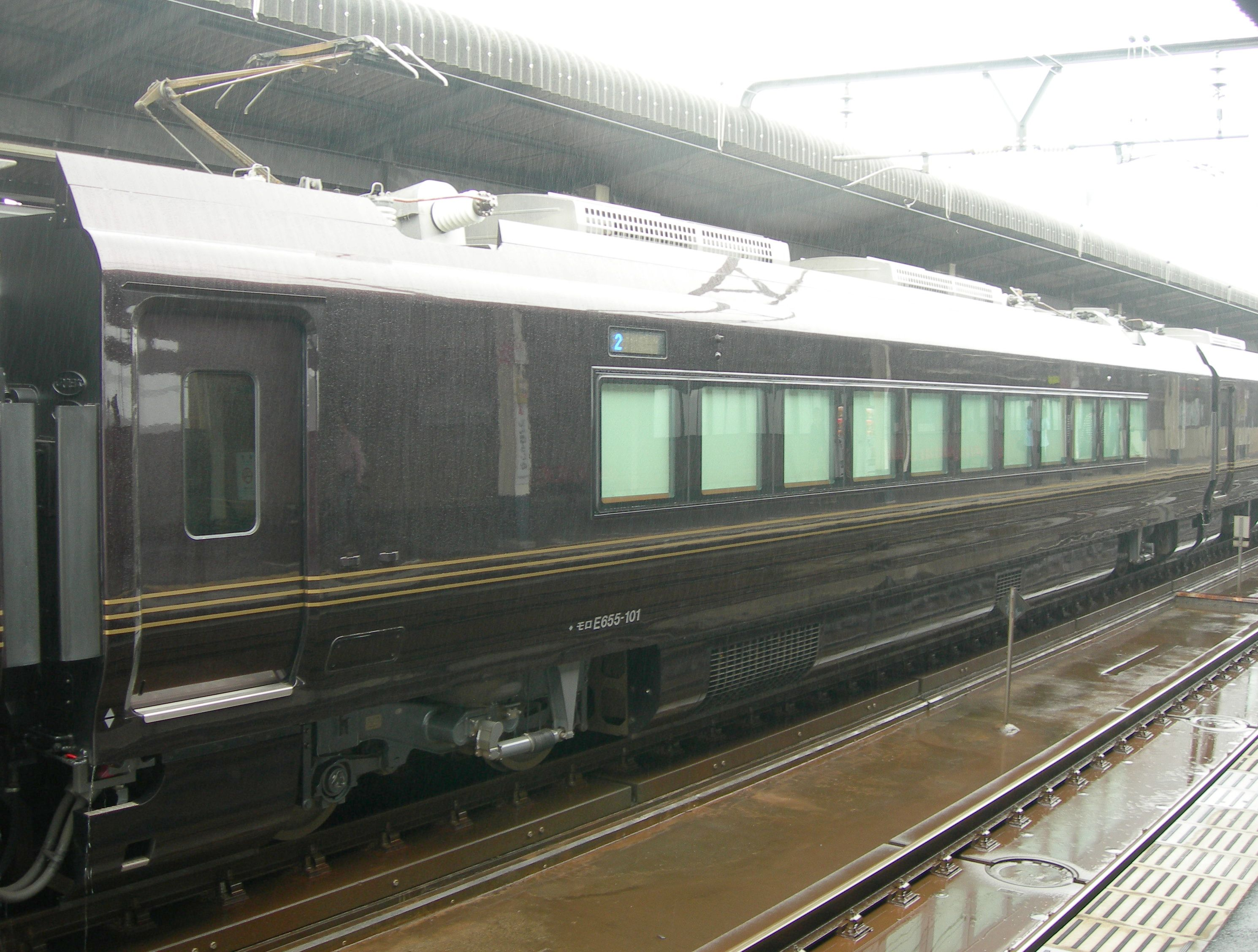
Voiture 2 ,Moro 655-100
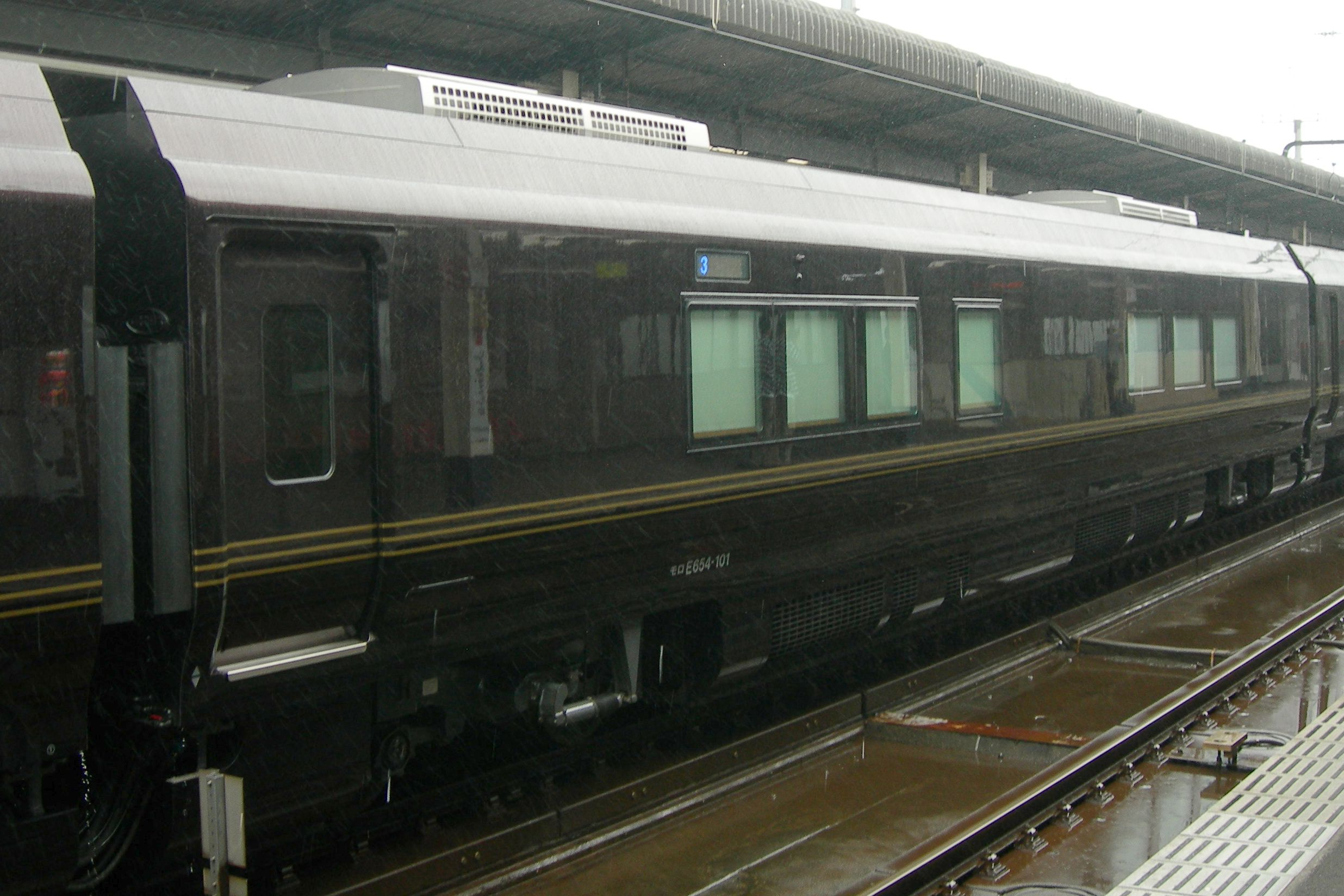
Voiture 3 ,Moro 654
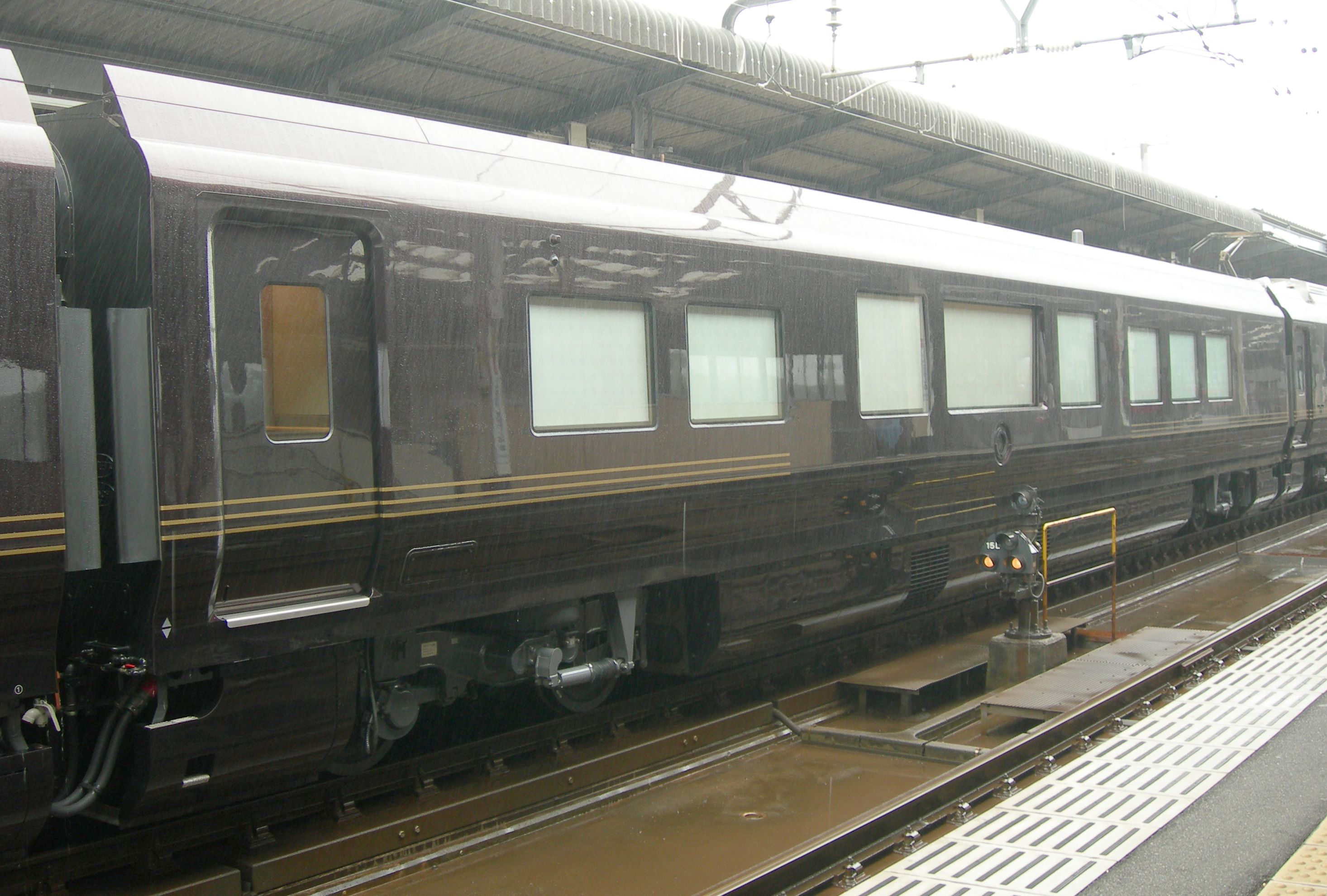
Voiture spéciale 655-1
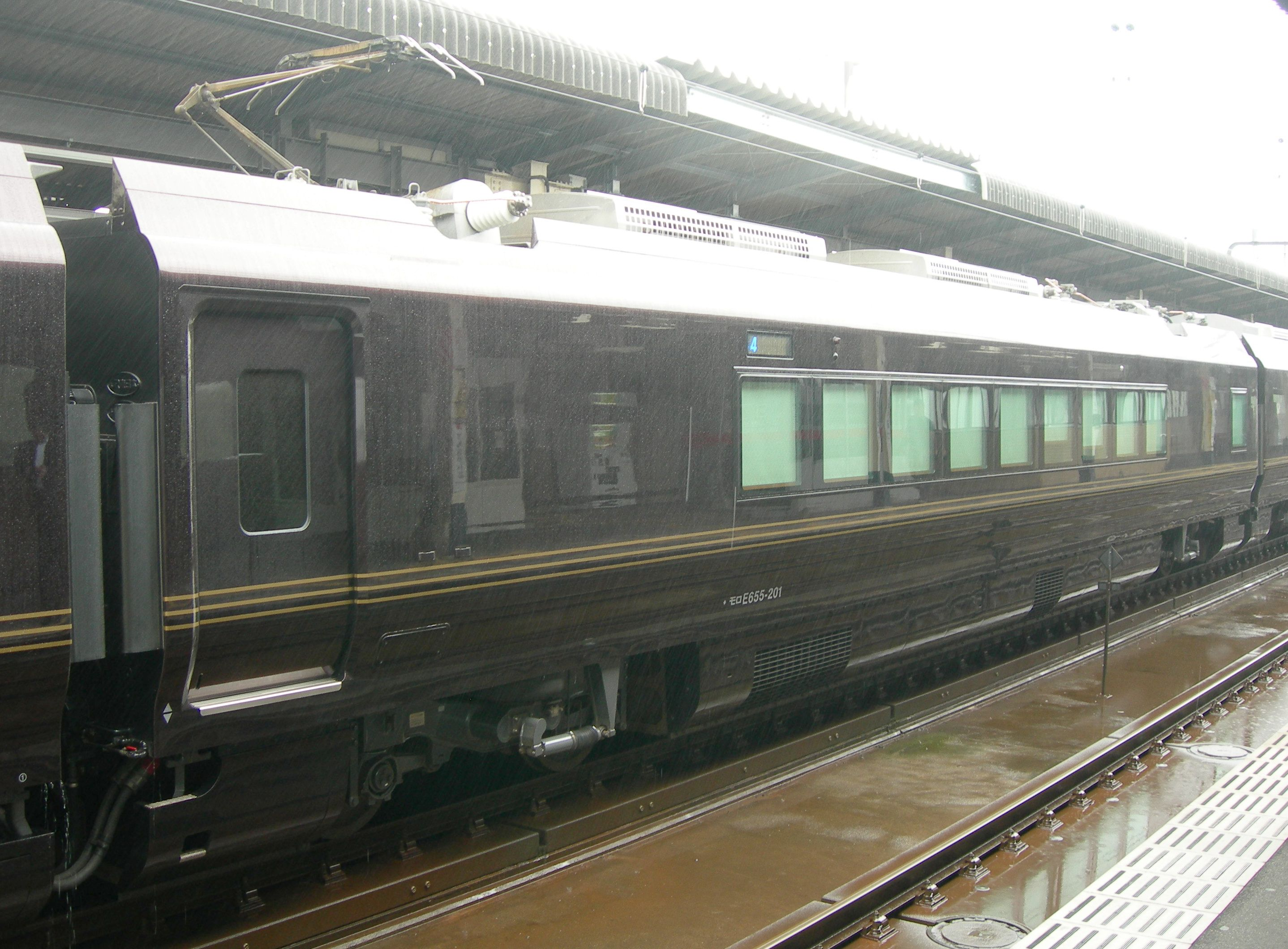
Voiture 4 ,Moro 655-200
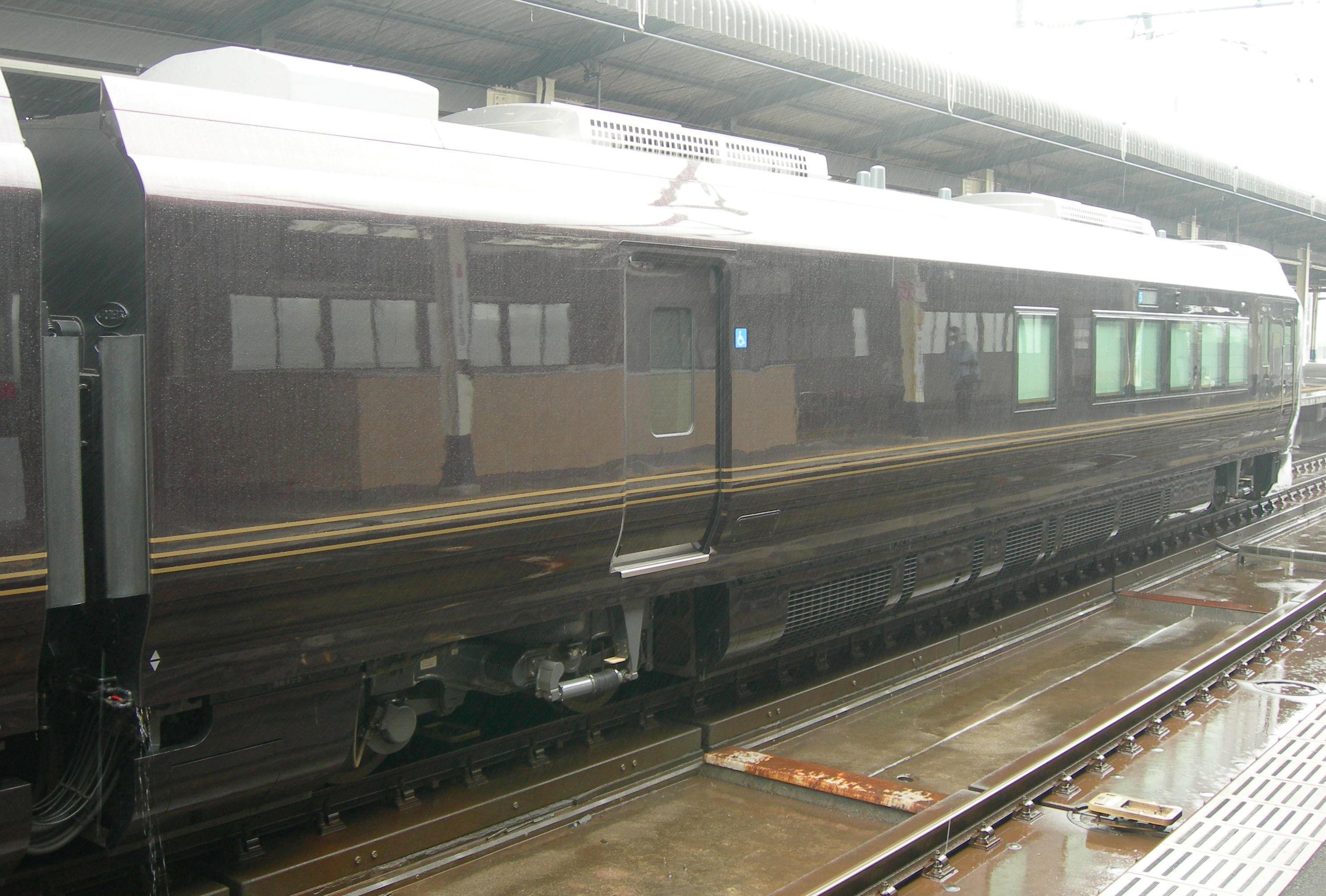
Voiture 5 ,KuMoro 654

## Affectation
La « véhicule spéciale » appartient au Centre général des véhicules de Tokyo (Higashi-To) et les cinq « véhicules de haute qualité » de la formation habituelle appartiennent au Centre des véhicules Oku (Higashi-oku) .
La rame effectue principalement des services charter haut de gamme Nagomi (なごみ). Lorsque la rame est utilisée par la famille royale et les invités de l'État, la voiture impériale est ajoutée à la composition et deux drapeaux et le sceau impérial du Japon sont accrochés à l'avant du train.

## Galerie photos

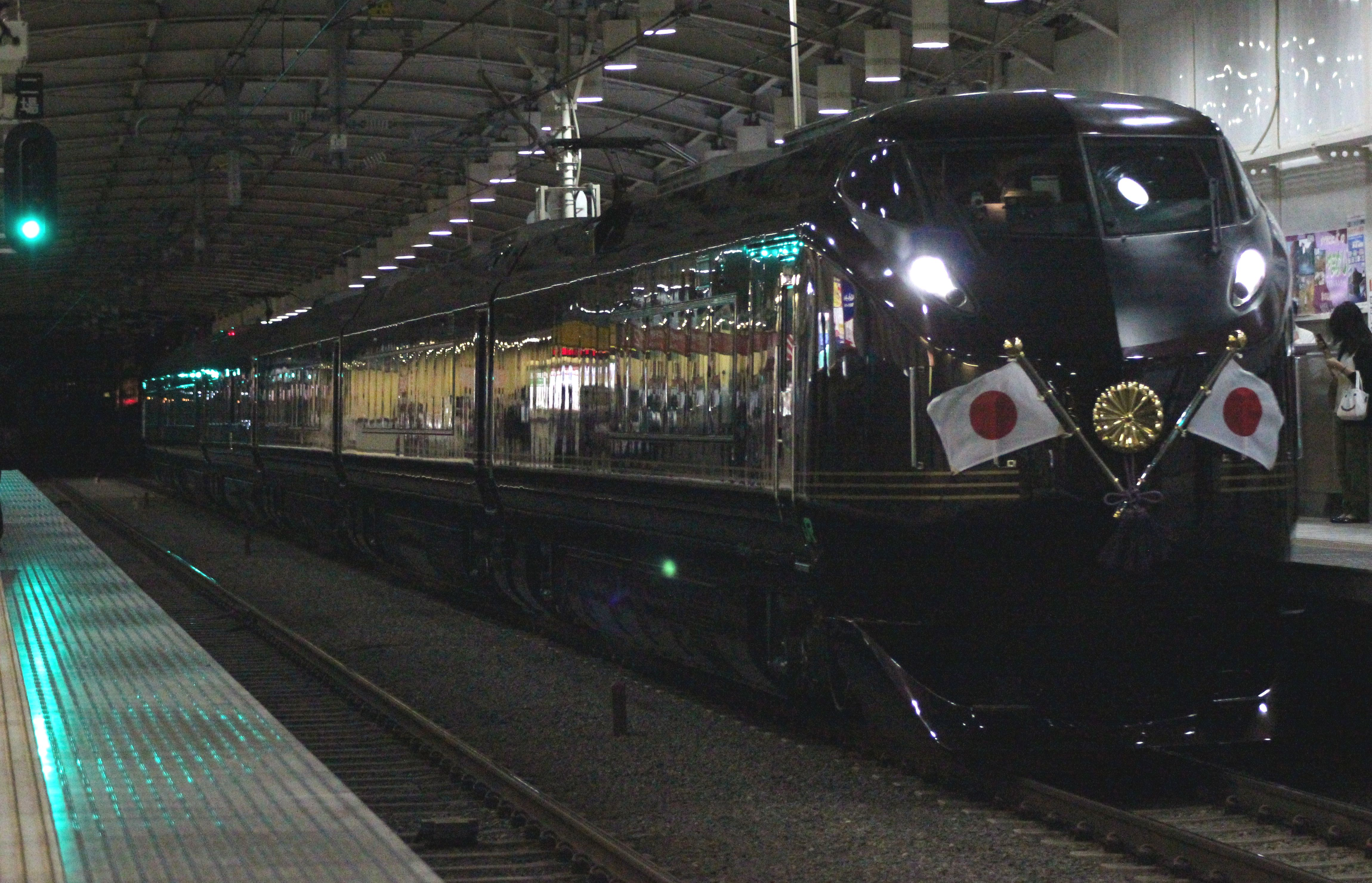
La rame en version train impérial.
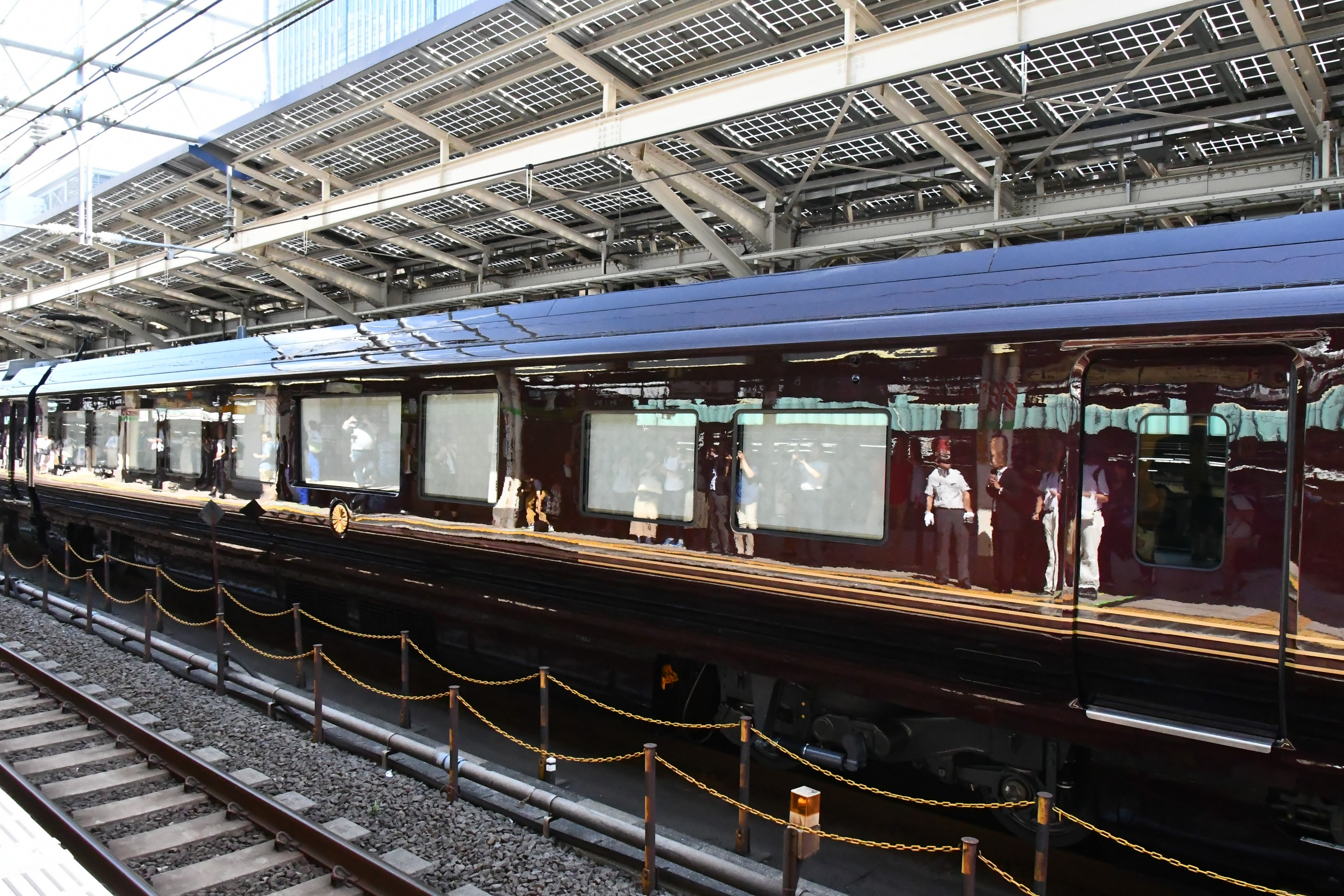
La voiture impériale.
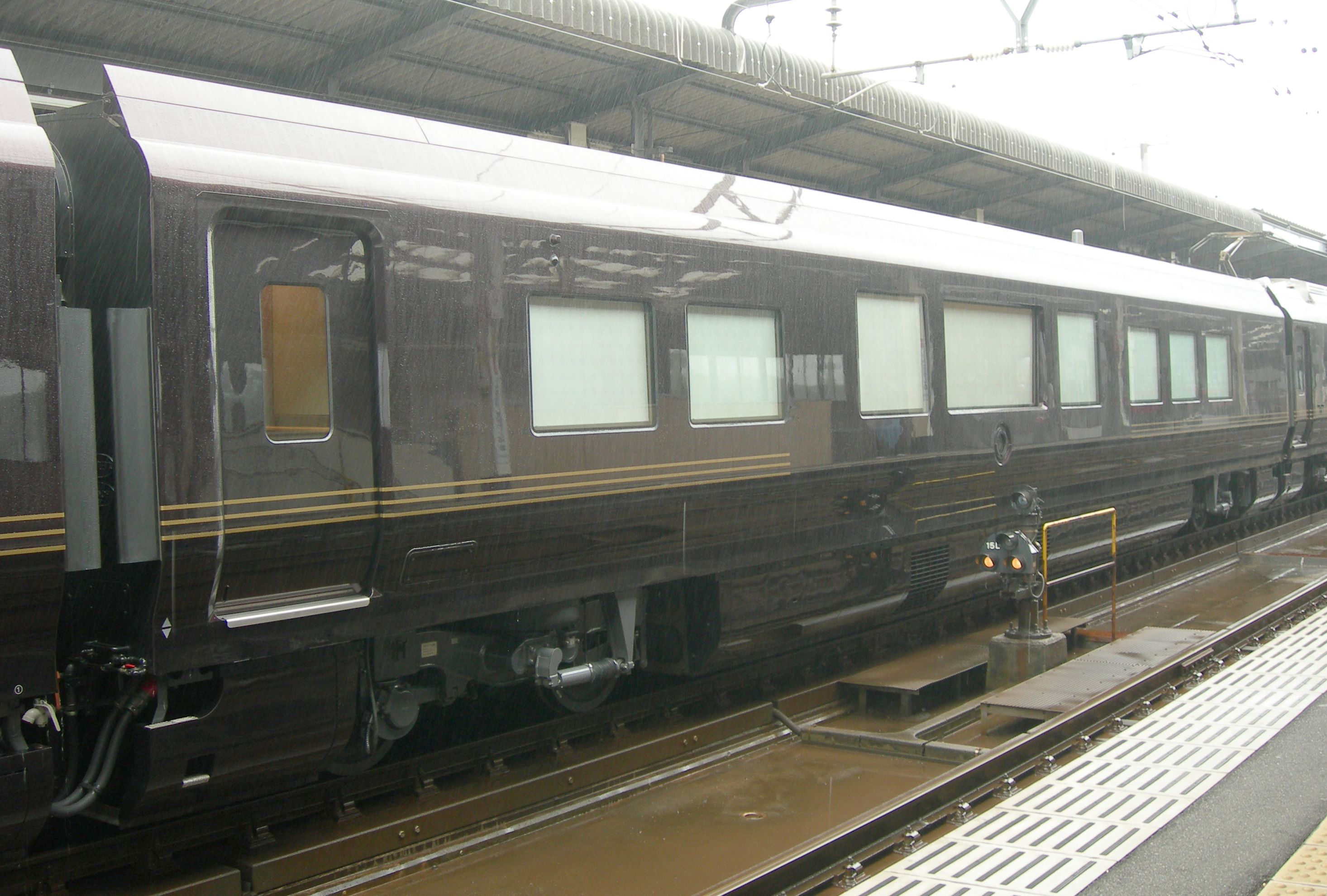
La voiture imperiale en test en 2010
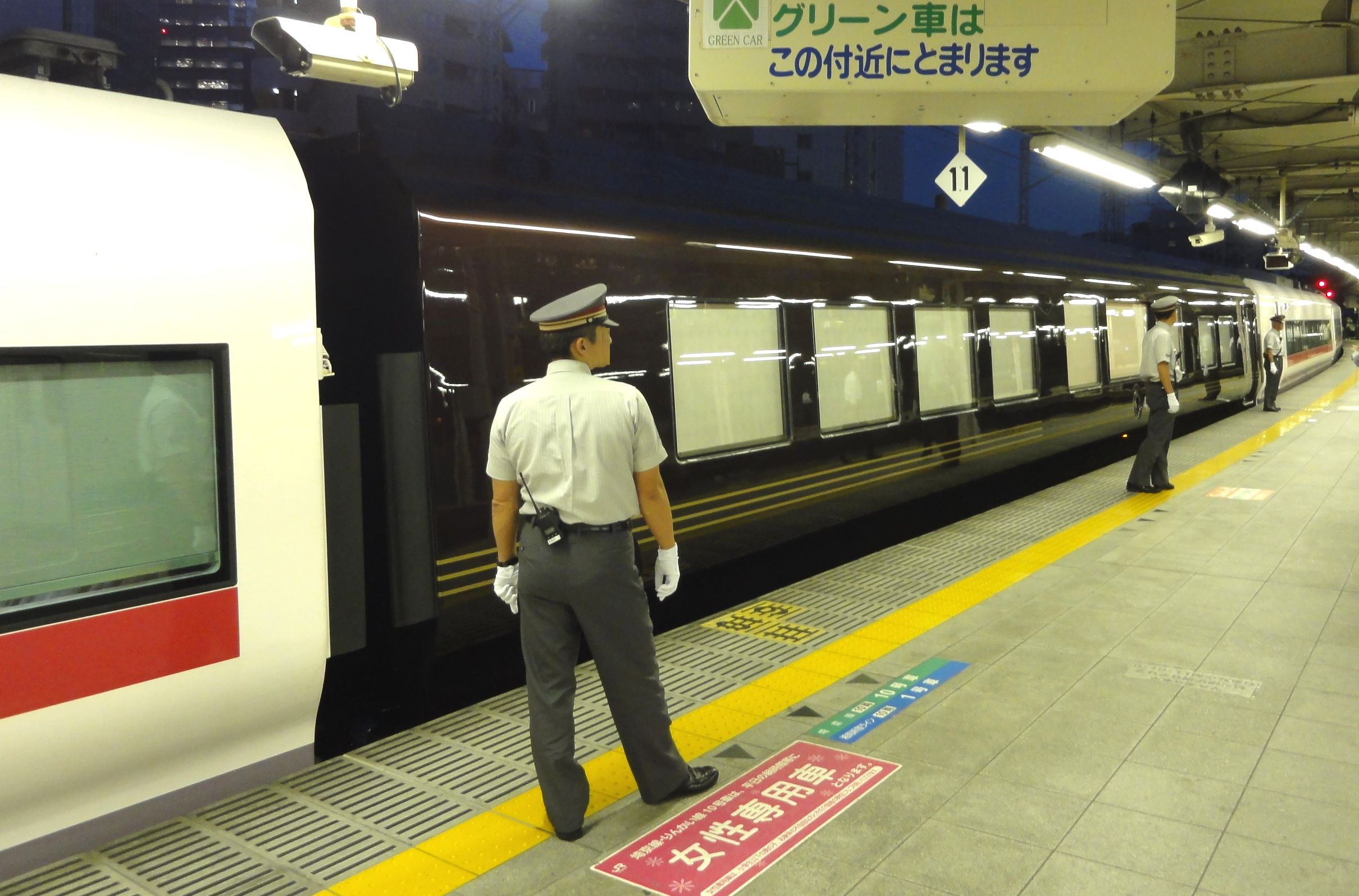
La voiture impériale en test insérée dans la formation K1 d'une série E657
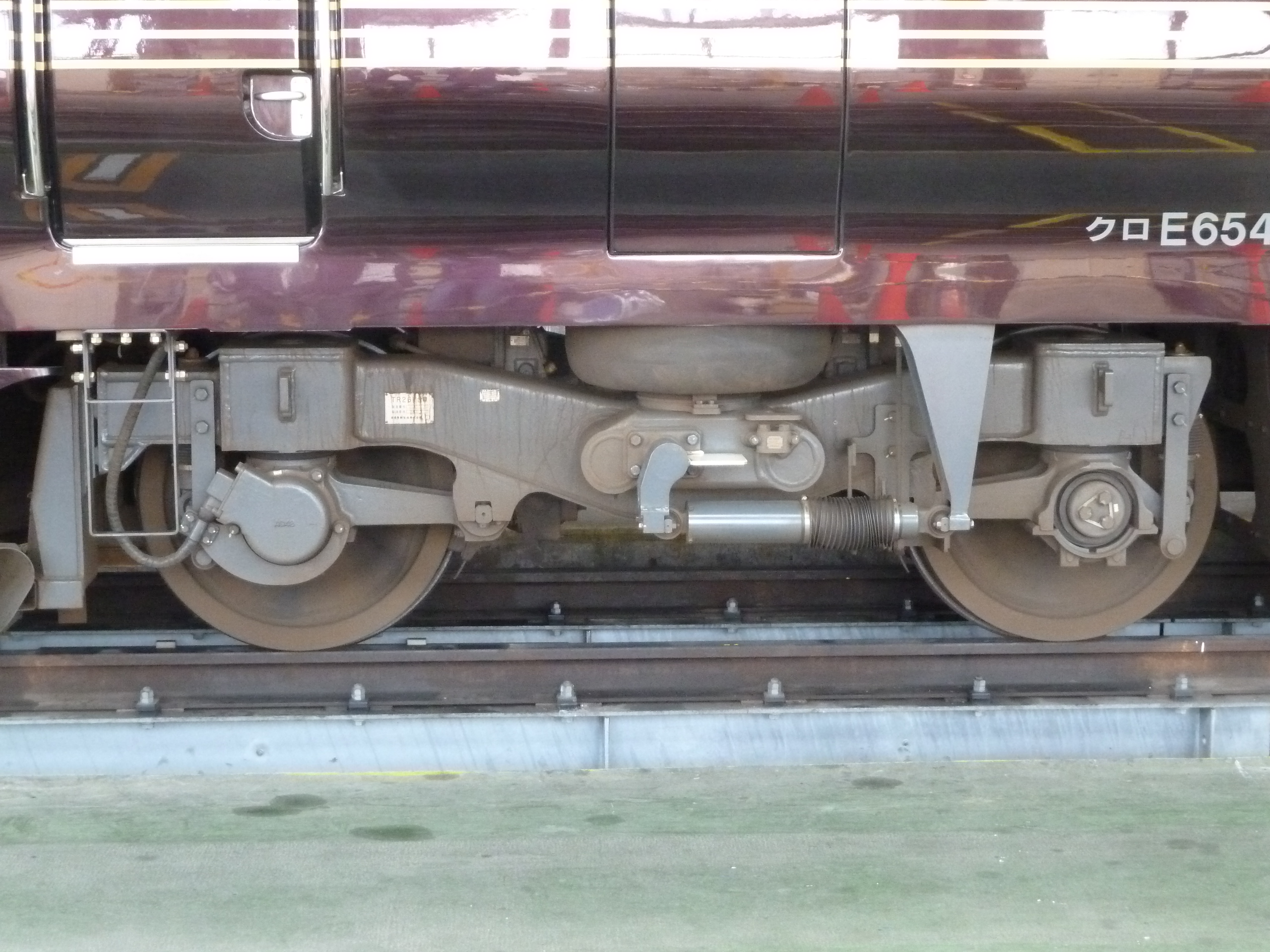
Bogie moteur type TR261
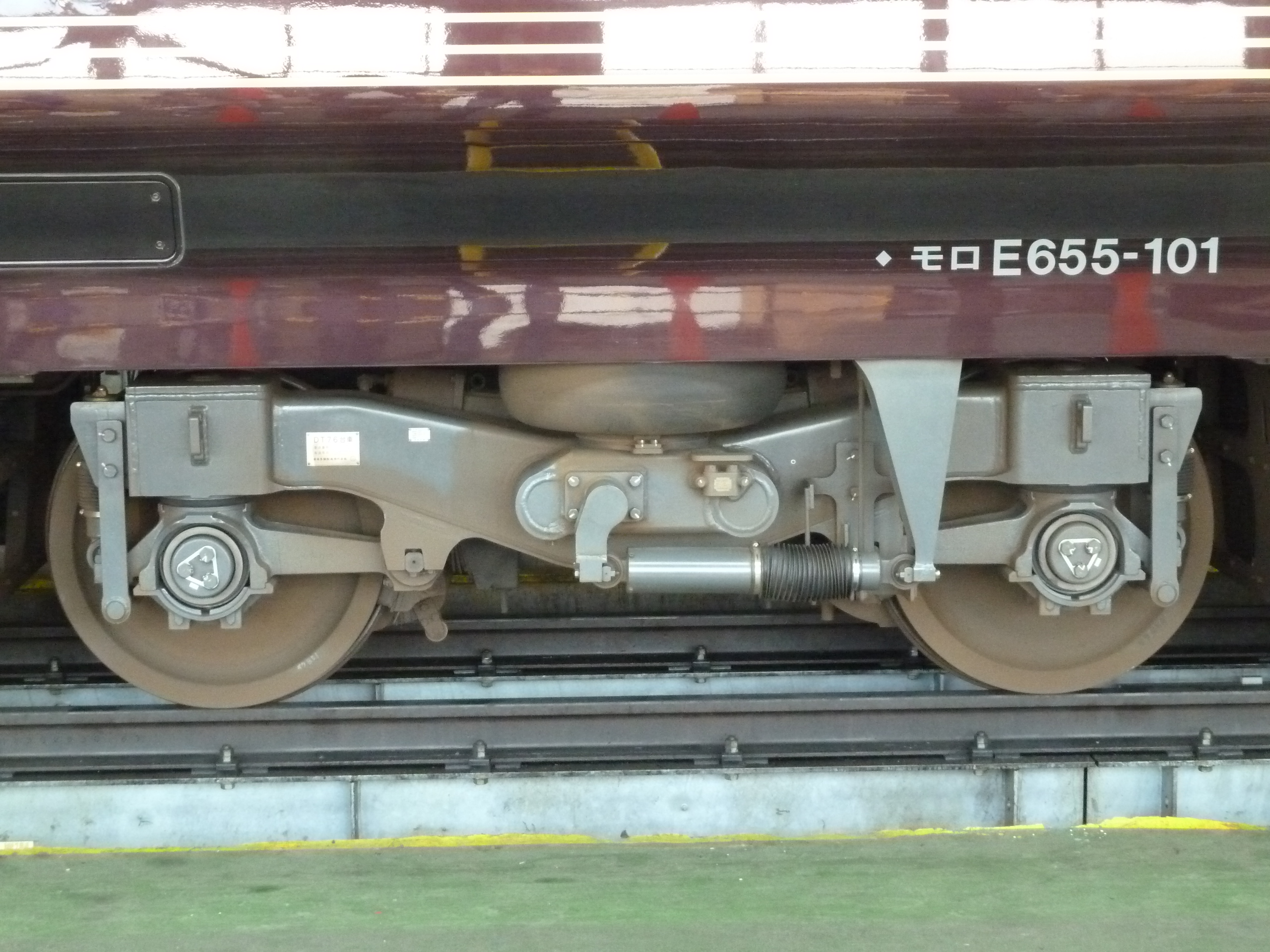
Bogie porteur type  DT76
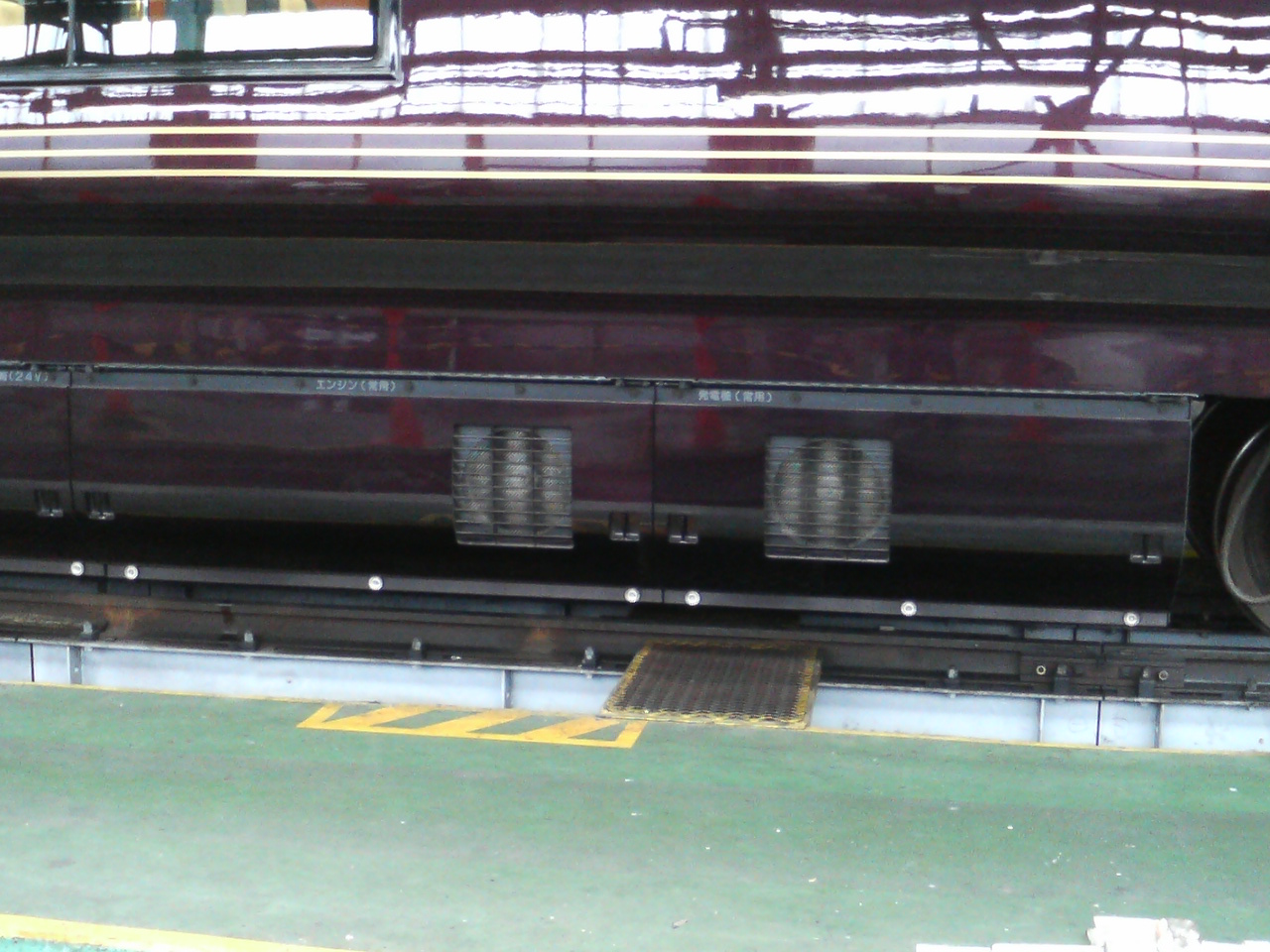
Générateur diesel sur la voiture 1